# Menhir du Pla del Bac
Le menhir du Pla del Bac est un menhir situé à Eyne, dans le département français des Pyrénées-Orientales.